# ニコラ・トゥルニエ
ニコラ・トゥルニエ（Nicolas Tournier、1590年7月12日（洗礼日）　- 1639年ごろ）はフランスの画家である。1619年から1626年の間はローマで働き、バロック絵画の形成に大きな影響を与えたカラヴァッジオの絵画のスタイルに影響を受けた画家の一人となった。

## 略歴
ブルゴーニュの当時、モンベリアル伯領のモンベリアルに生まれた。父親はブザンソン出身のプロテスタントの画家であった。
1619年にローマに移ってきて、1612年からローマで働いていたヴァランタン・ド・ブーローニュの弟子になったとされる。すでにカラヴァッジオは没していたが、そのスタイルを継承したバルトロメオ・マンフレディらから影響を受けた。
1626年以降、南フランスに移り、1632年からはトゥールーズで活動した。トゥールーズのサンテチエンヌ大聖堂(Cathédrale Saint-Étienne de Toulouse)の「十字架降架(Le Christ descendu de la Croix)」やナルボンヌ聖堂(Narbonne Cathedral)の「トビアスと天使(Tobie et l'Ange)」などの作品で知られている。

## 作品

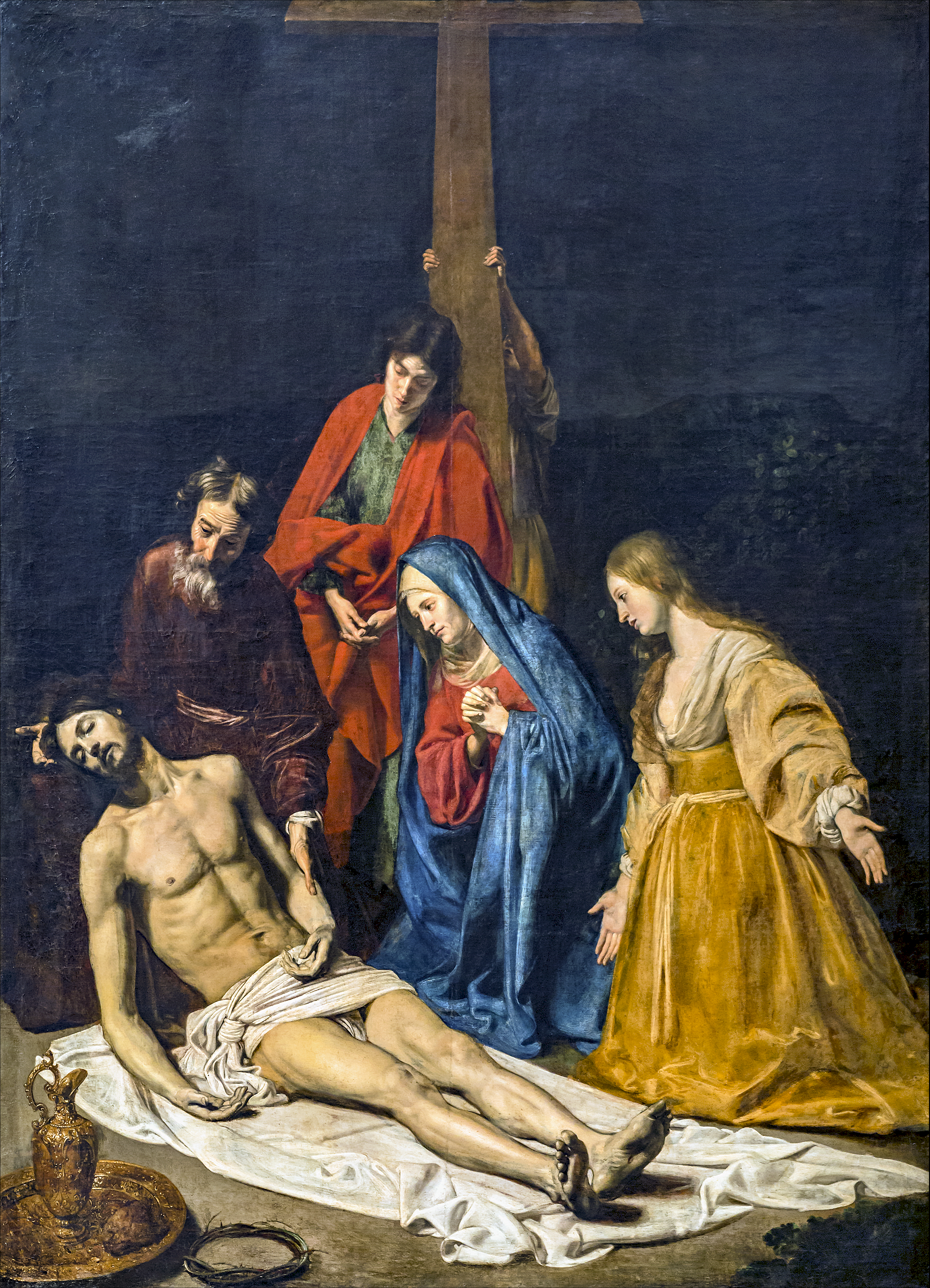
「十字架降架(Le Christ descendu de la Croix)」
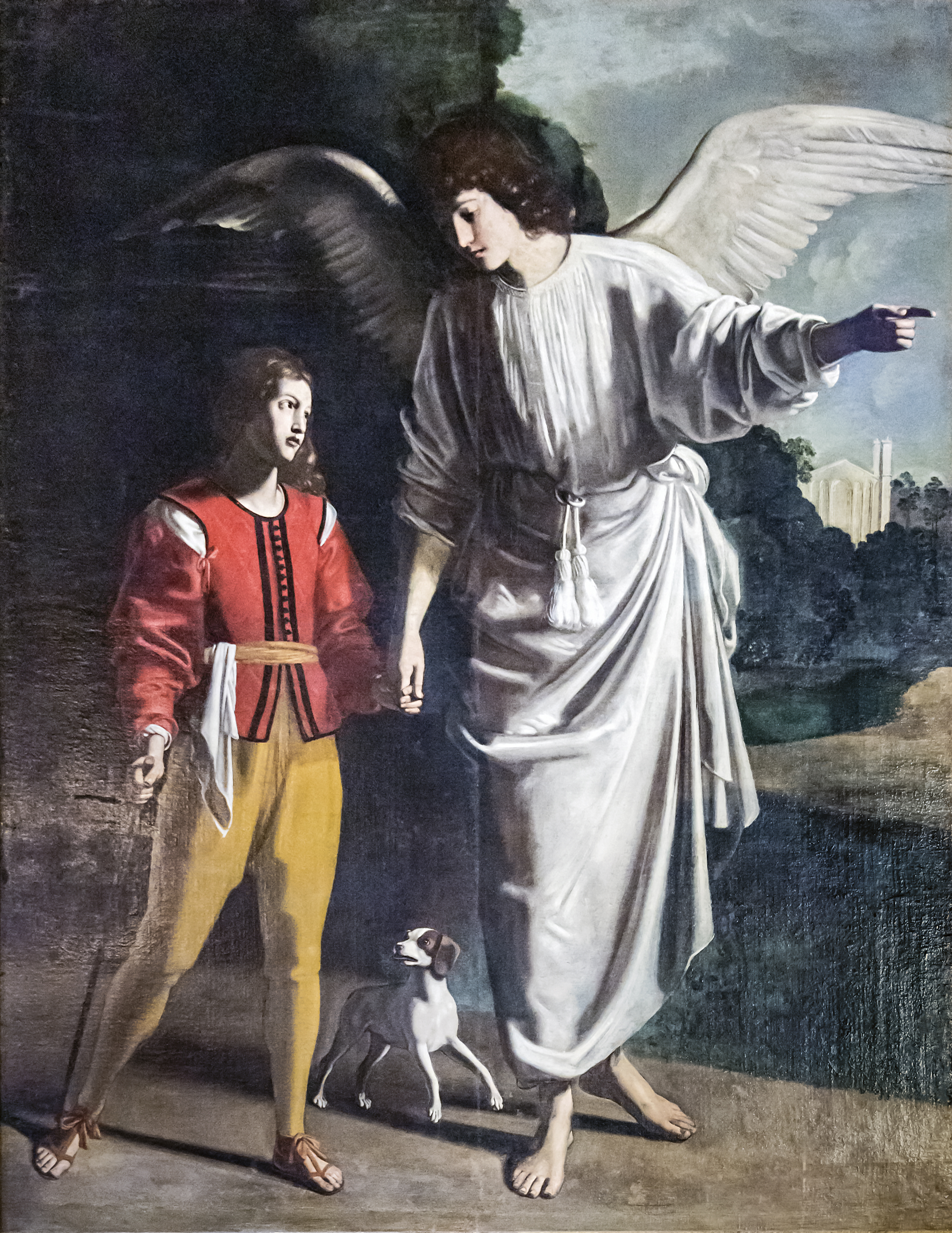
「トビアスと天使(Tobie et l'Ange)」
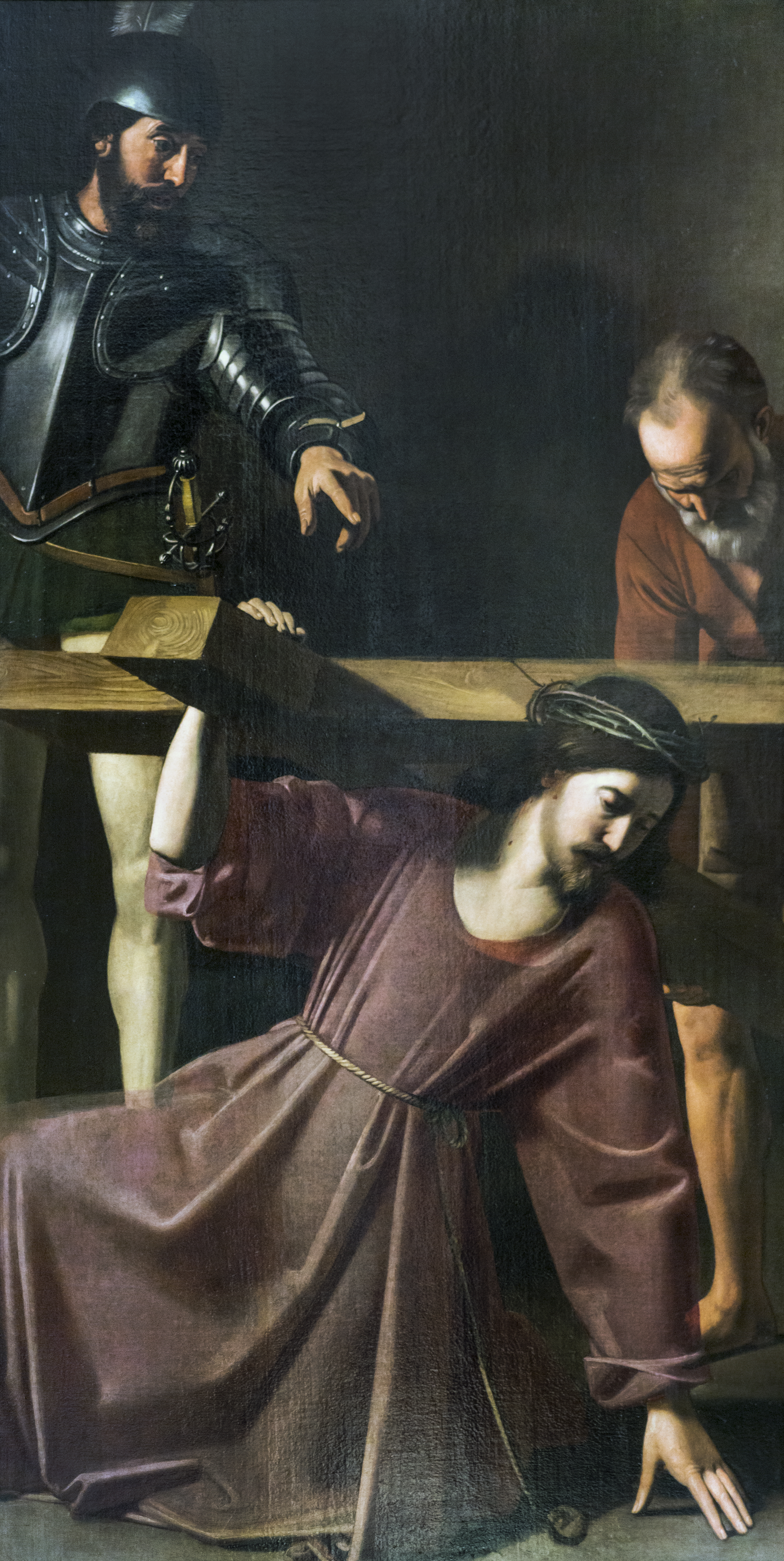
十字架を担うキリスト
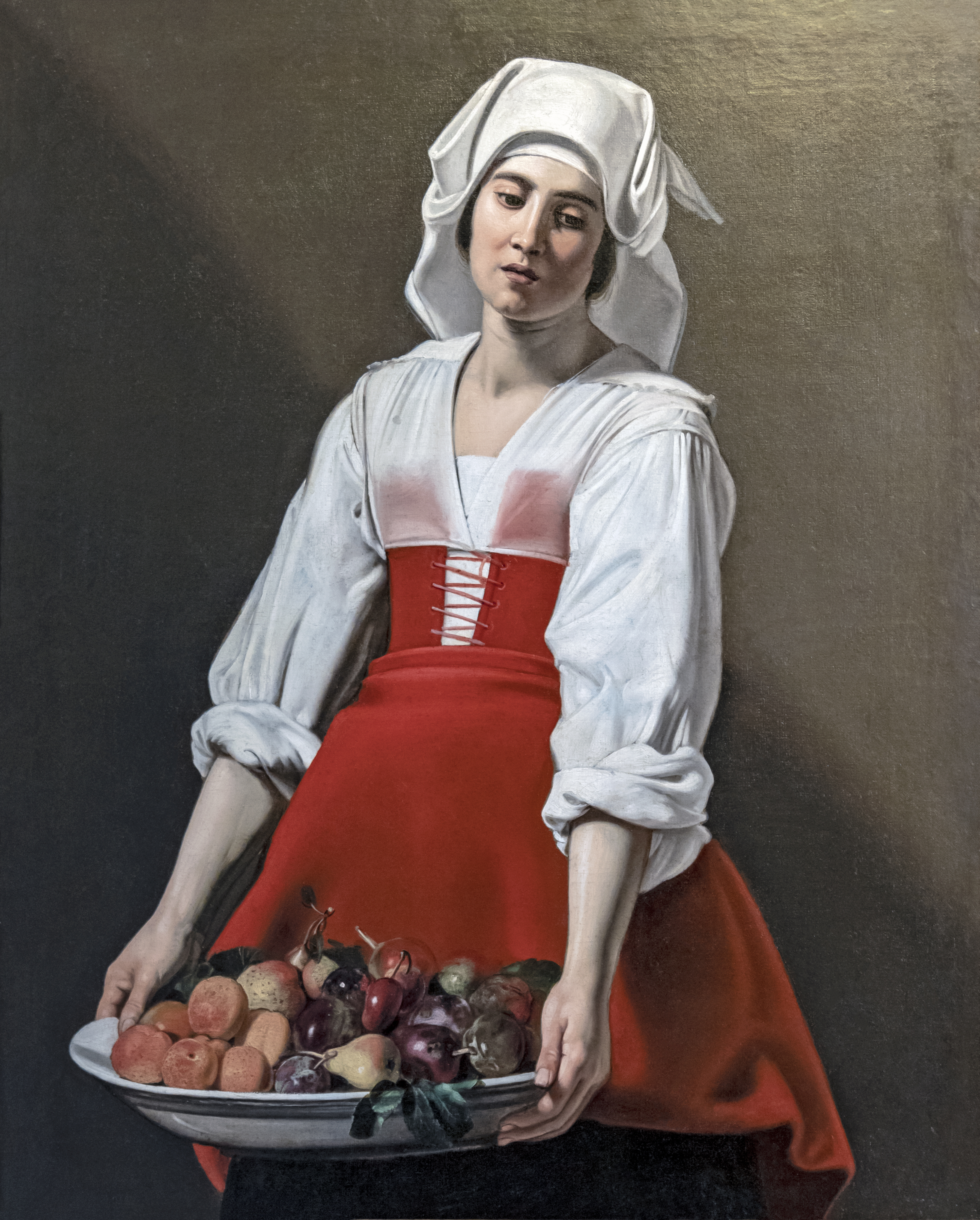
果物の皿を運ぶ農婦